# فيتالييس أستافييفس
فيتالييس أستافييفس (باللاتفية: Vitālijs Astafjevs)‏ (مواليد 3 أبريل 1971 في ريغا) لاعب كرة قدم لاتفي دولي يجيد اللعب في خط الوسط. يلعب حاليا لصالح نادي سكونتو اللاتفي منذ 2010.

## روابط خارجية
- فيتالييس أستافييفس على موقع الاتحاد الدولي (مؤرشف)  (الإنجليزية)
- فيتالييس أستافييفس على موقع الاتحاد الأوربي (الإنجليزية)
- فيتالييس أستافييفس على موقع قاعدة بيانات كرة القدم.إي يو (الإنجليزية)
- فيتالييس أستافييفس على موقع ناشيونال فوتبول تيمز (الإنجليزية)
- فيتالييس أستافييفس على موقع Soccerway.com (الإنجليزية)
- فيتالييس أستافييفس على موقع عالم كرة القدم.نت (الإنجليزية)